# .bn
.bn è il dominio di primo livello nazionale assegnato al Brunei.
Originariamente amministrato da Jabatan Telekom Brunei, nel 2015 la gestione del dominio è passata al Brunei Darussalam Network Information Centre Sdn Bhd (BNNIC).

## Domini di secondo livello
Sono disponibili i seguenti domini di secondo livello:
- .com.bn
- .net.bn
- .org.bn
- .edu.bn
- .gov.bn